# Reformierte Kirche Martina GR

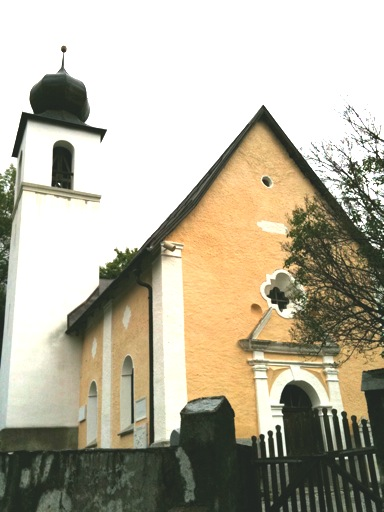
Aussenansicht

Die reformierte Kirche in Martina im Unterengadin an der Grenze zu Tirol ist ein evangelisch-reformiertes Gotteshaus unter dem Denkmalschutz des Kantons Graubünden.

## Geschichte und Ausstattung
Die Kirche wurde erst 1707 errichtet, nachdem die Bündner Wirren abgeklungen waren und die konfessionelle Lage sich so stabilisiert hatte, dass die reformierte Konfession im Unterengadin nach den Verwüstungen der Dörfer im Grenzgebiet zur gegenreformatorisch aktiven Habsburgermonarchie und nach den Jahren des Verbots und der Ausweisung aller Pfarrer wieder eine Zukunft hatte.
Der Kirchturm ist ein Campanile mit Zwiebelhelm, das Kirchenschiff wird durch ein Satteldach bedeckt.
Das barockisierende Kircheninnere zeigt eine Komposition von schalldeckelloser Kanzel links vom Chor und Orgel rechts, die beide auf den zentralen Tauftisch verweisen, auf dem auch das Abendmahl gefeiert wird.
Auf dem Rundbogen zwischen Chor und Schiff findet sich die erste Bitte des Unser Vater-Gebets «Fat sonch vegna teis nom» (rätoromanisch im Idiom Vallader für "geheiligt werde dein Name").

## Kirchliche Organisation
Martina bildete jahrzehntelang mit Tschlin, wo sich das Pfarrhaus befindet, und Strada eine Kirchgemeinde und zu Beginn des 21. Jahrhunderts zusammen mit Ramosch eine Pastorationsgemeinschaft. Seit 1. Januar 2014 besteht eine fusionierte Kirchgemeinde Valsot, welche zur evangelisch-reformierten Landeskirche Graubünden gehört.

## Galerie

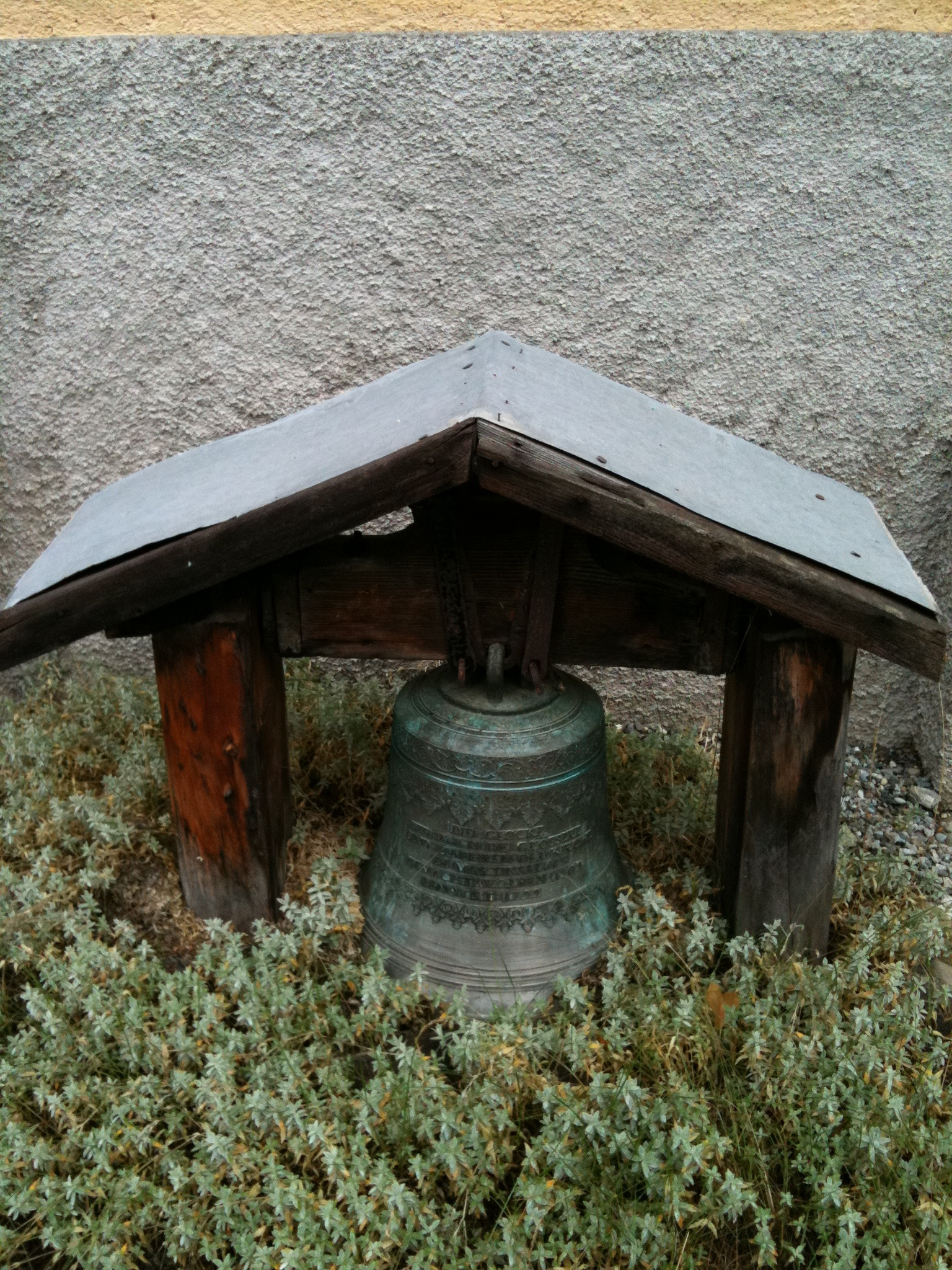
Glocke von 1709 vor dem Portal
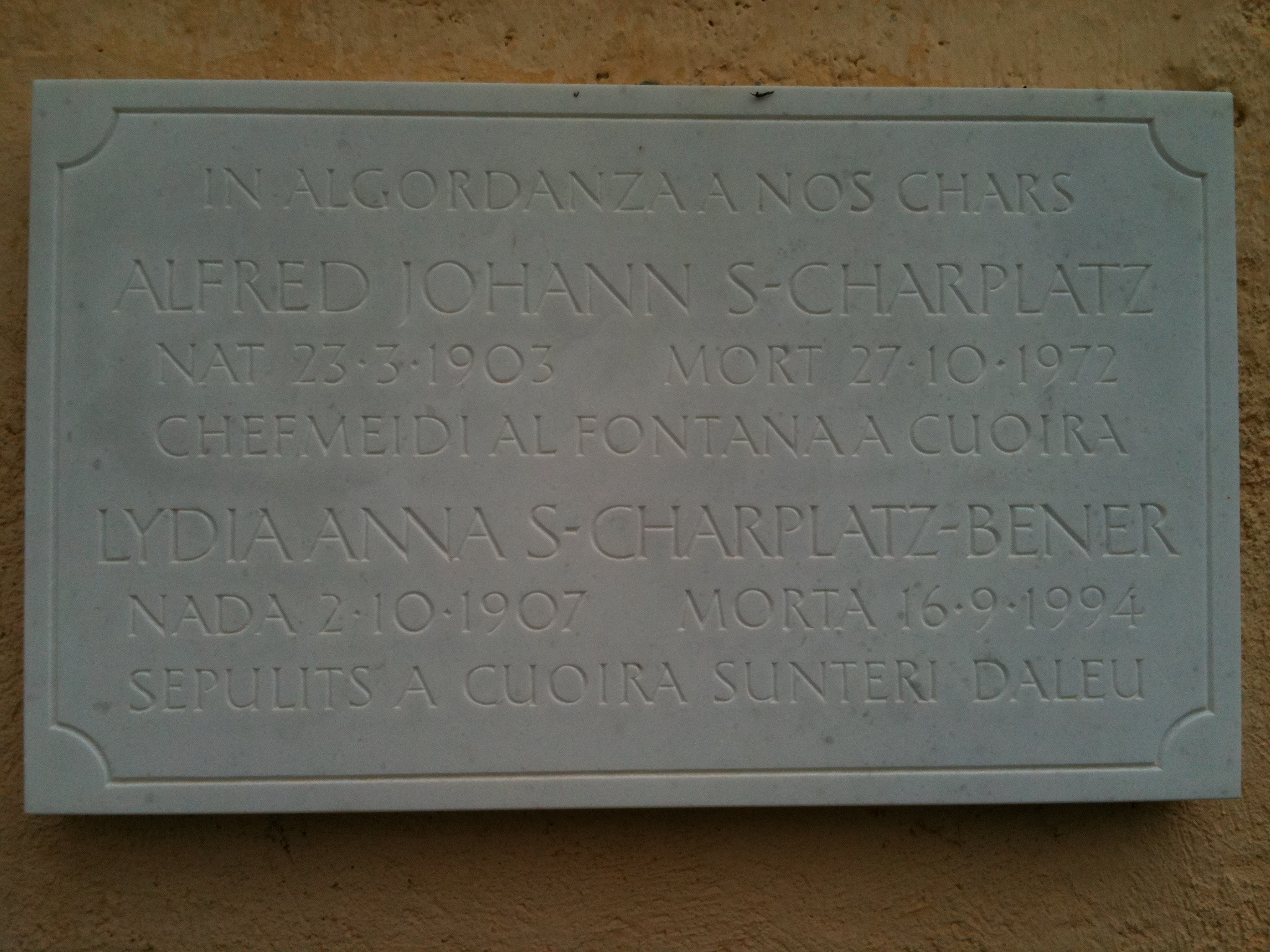
Erinnerungstafel auf Vallader an Chefmediziner S-charplatz (Fontana-Klinik in Chur) und seine Frau
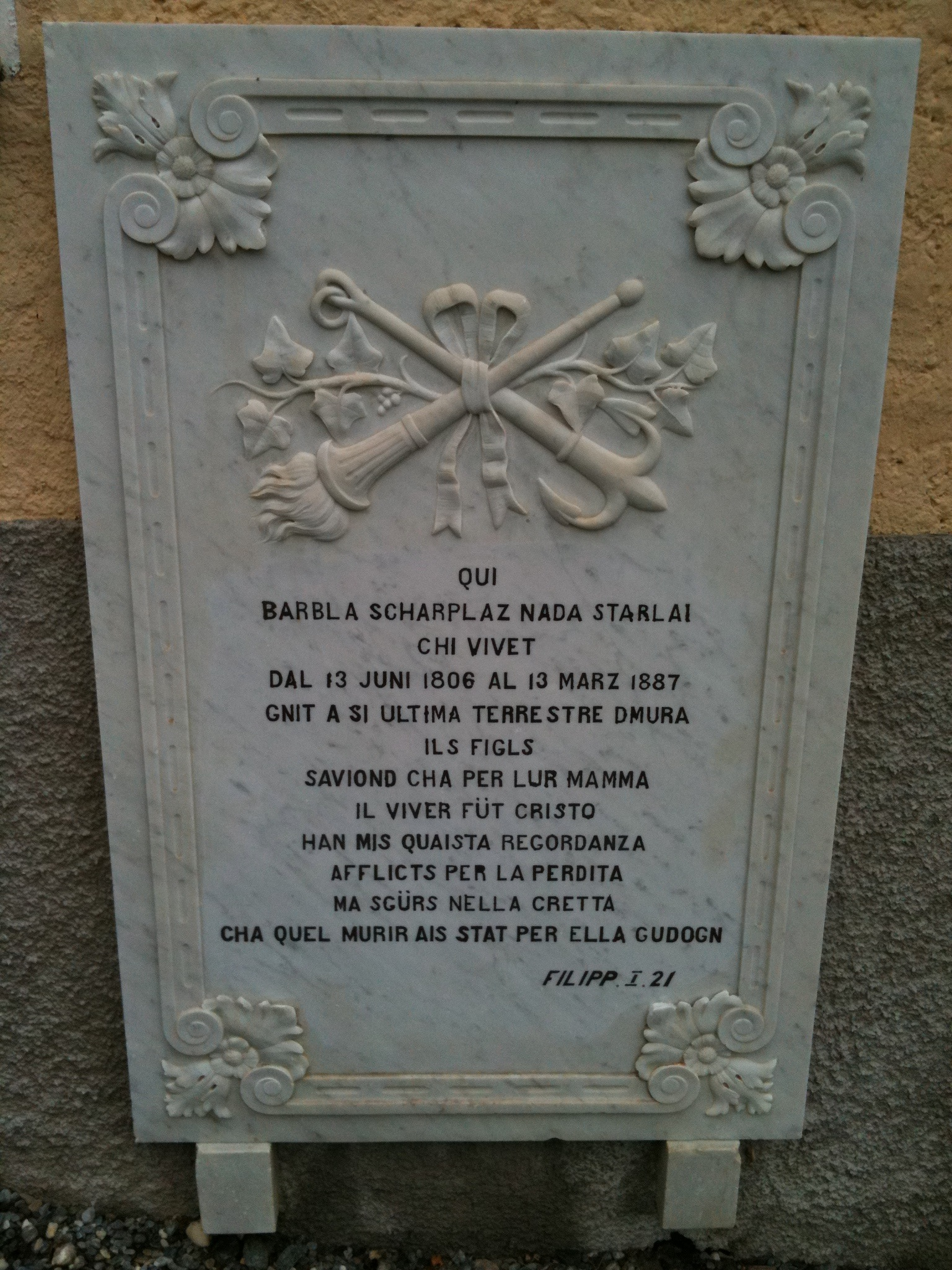
Epitaph an der Aussenwand der Kirche